# Эунли, Берит
Берит Эунли урождённая Квелло (норв. Berit Aunli; род. 9 июня 1956 года, Схьёрдал) — норвежская лыжница, олимпийская чемпионка, трёхкратная чемпионка мира, обладательница Кубка мира. Жена известного лыжника Уве Эунли.
В Кубке мира Эунли дебютировала в 1982 году, в том же году одержала первую победу на этапе Кубка мира. Всего имеет на своём счету 4 победы на этапах Кубка мира. В сезоне 1981/82 Эунли завоевала Кубок мира опередив на 10 очков в итоговом зачёте свою соотечественницу Бритт Петтерсен.
На Олимпиаде-1976 в Инсбруке стала 5-й в эстафетной гонке, 17-й в гонке на 5 км и 18-й в гонке на 10 км.
На Олимпиаде-1980 в Лейк-Плэсиде завоевала бронзу в эстафетной гонке, а также заняла 14-е место в гонке на 5 км и 13-е место в гонке на 10 км.
На Олимпиаде-1984 в Сараево стала чемпионкой в эстафетной гонке и серебряной медалисткой в гонке на 5 км коньком, кроме того стала 4-й в гонке на 10 км классикой.
За свою карьеру принимала участие в трёх чемпионатах мира, на чемпионате мира-1982 завоевала три золотые и одну серебряную медаль.